# Szkockie wyznanie wiary
Szkockie wyznanie wiary lub Szkockie wyznanie wiary z 1560 roku (ang. Scots Confession (of 1560)) – wyznanie wiary spisane w 1560 roku przez sześciu prekursorów reformacji protestanckiej w Szkocji. Treść wyznania ustanowił pierwszy podrzędny standard dla Kościoła Szkocji. Wyznanie wiary wraz z Book of Discipline (ang. księga z zasadami ogólnymi) oraz Book of Common Order (ang. księga wspólnego porządku - księga liturgiczna) stanowiły ówcześnie oficjalne dokumenty reformacyjne Kościoła Szkocji.

## Historia
W sierpniu 1560 roku Parlament Szkocki zgodził się na reformę religii państwowej. Aby umożliwić parlamentowi podjęcie decyzji, czym ma być Reformowana Wiara, ustanowili Johna Knoxa superintendentem nad Johnem Winramem, Johnem Spottiswoodem, Johnem Willockiem, Johnem Douglasem i Johnem Rowem, aby przygotować Wyznanie Wiary. Udało im się tego dokonać w cztery dni. Stworzone 25 rozdziałów przez sześciu naśladowców Jana Kalwina za jego życia, uważało że przedstawiło współczesne wyznanie wiary chrześcijańskiej. Pomimo tego że wyznanie wiary i inne stworzone dokumenty były wynikiem wspólnego wysiłku, ich autorstwo jest przypisane Johnowi Knoxowi. 
Podczas gdy parlament zatwierdził wyznanie wiary 27 sierpnia 1560 roku, działając niezgodnie z warunkami traktatu edynburskiego, Maria, królowa Szkotów, która była katoliczką, nie wydała zgody na wprowadzenie wyznania, które zostało zatwierdzone przez monarchię dopiero w 1567 roku po obaleniu królowej Marii. Szkockie wyznanie wiary z 1560 roku obowiązywało w Kościele Szkocji aż do wprowadzenia Westminsterskiego Wyznania Wiary w dniu 27 sierpnia 1647 roku. Jednak samo wyznanie zaczyna się od stwierdzenia, że Parlament „ratifeit i apprevit (zatwierdził i ratyfikował) [wyznanie wiary] jako pełną i zdrową doktrynę opartą na nieomylnej prawdzie słowa Bożego”; tak więc, chociaż zmiany pomiędzy społecznościami mogły zmniejszyć jego znaczenie, wierzący utrzymują, że autorytet jego oświadczeń jest zakorzeniony nie w aprobacie parlamentu, ale, jak mówi, „nieomylnej prawdzie słowa Bożego”.
W 1967 roku wyznanie wiary zostało włączone do księgi wyznań Zjednoczonego Kościoła Prezbiteriańskiego w USA, wraz z różnymi innymi standardami wyznaniowymi i pozostaje w księdze wyznań obecnego Kościoła Prezbiteriańskiego USA.
Jako ustawa o ratyfikacji wyznania wiary z 1560 r., szkockie wyznanie wiary pozostaje częścią prawa szkockiego.